# Dolinsky (huyện)
Huyện Dolinsky (tiếng Nga: ? райо́н) là một huyện hành chính tự quản (raion), của Tỉnh Sakhalin, Nga. Huyện có diện tích 2487 km², dân số thời điểm ngày 1 tháng 1 năm 2000 là 18700 người. Trung tâm của huyện đóng ở Dolinsk.